# Elaphognathia amboinenesis
Elaphognathia amboinenesis là một loài chân đều trong họ Gnathiidae. Loài này được Cals miêu tả khoa học năm 1978.